# A Real Pain
A Real Pain (también conocida como Un dolor real en Argentina, México y Uruguay) es una película de comedia dramática estadounidense de 2024, escrita, dirigida y producida por Jesse Eisenberg. Cuenta la historia de dos primos judíos y de lados opuestos que viajan hasta Polonia, en una historia de recuerdos familiares y viejas tensiones. Está protagonizada por Eisenberg, Kieran Culkin, Will Sharpe, Jennifer Grey, Kurt Egyiawan, Liza Sadovy y Daniel Oreskes.
Se estrenó en el Festival de Cine de Sundance el 20 de enero de 2024 y tuvo un estreno limitado en cines en los Estados Unidos el 1 de noviembre de 2024. Recibió críticas positivas y fue nombrada una de las diez mejores películas de 2024 por la National Board of Review y el American Film Institute. Las interpretaciones de Eisenberg y Culkin fueron elogiadas por la crítica, ambos fueron nominados en sus respectivas categorías en los Premios Globos de Oro y la película fue nominada como Mejor Película de Comedia o Musical. Culkin ganó uno de los Premios Óscar en la categoría de Mejor Actor de Reparto.

## Sinopsis
Los primos judíos estadounidenses David y Benji emprenden un viaje a Polonia para visitar la casa de la infancia de su difunta abuela y conectarse con su herencia. David, un padre y esposo reservado y pragmático, contrasta marcadamente con Benji, un vagabundo excéntrico y de espíritu libre. Sus personalidades chocan cuando Benji critica a David por perder su antigua pasión y espontaneidad, mientras que David lucha con los arrebatos sin filtro de Benji y la falta de dirección en la vida.
La pareja viaja como parte de un grupo turístico dirigido por James, un guía británico apasionado por la cultura judía, conocedor pero no practicante del judaísmo. La dinámica de los primos se pone a prueba durante todo el viaje, desde una parada de tren perdida hasta una confrontación en el Cementerio Judío donde Benji critica la falta de autenticidad emocional del tour y cuestiona su enfoque en hechos y estadísticas, hasta la vergüenza de David. No obstante, Benji conecta con los miembros del grupo, quienes se sienten conmovidos por su honestidad emocional.
Durante una cena grupal, Benji continúa comportándose de manera inapropiada y haciendo comentarios incómodos, lo que lleva al grupo de turistas a confrontarlo con delicadeza. Benji se levanta de la mesa y David se sincera con el grupo sobre la compleja mezcla de admiración, resentimiento y envidia que siente hacia su primo. Además, revela que los dos se han distanciado después de un intento de suicidio por parte de Benji a principios de ese año.
En su último día de gira, el grupo visita el Campo de concentración de Majdanek. Antes de partir del grupo, James le dice a Benji que él es la primera persona en una de sus giras que le brinda retroalimentación y le agradece por cambiar su perspectiva sobre la forma en que debe dirigir el tour. David y Benji viajan a la antigua casa de su abuela como su última parada, donde Benji relata un incidente de años antes en el que su abuela lo abofeteó después de que llegó tarde y borracho a cenar con ella. Afirma que la bofetada le dio una sensación de claridad y humildad, y lamenta que ella fuera la única persona capaz de mantenerlo disciplinado.
En su última noche en Polonia, los primos fuman marihuana juntos en la azotea de un hotel, donde Benji confronta a David sobre su cambio de personalidad y por qué nunca lo visita. Si bien David inicialmente responde que está ocupado con su esposa y su hijo, finalmente se derrumba y explica que después del intento de suicidio de Benji, no puede soportar la idea de que una persona con la pasión por la vida de Benji quiera morir.
La pareja regresa a Nueva York, donde Benji rechaza las ofertas de David de visitar su casa para cenar y de llevarlo en coche hasta su tren de regreso a casa desde Penn Station. Esto lleva a David a abofetear a Benji, aunque inmediatamente se reconcilian y profesan que se quieren profundamente. David regresa a su casa y saluda a su esposa y a su hijo, mientras Benji se sienta solo en el aeropuerto, observando a otros grupos de viajeros a su alrededor.

### Lugares que visitan David y Benji en el tour

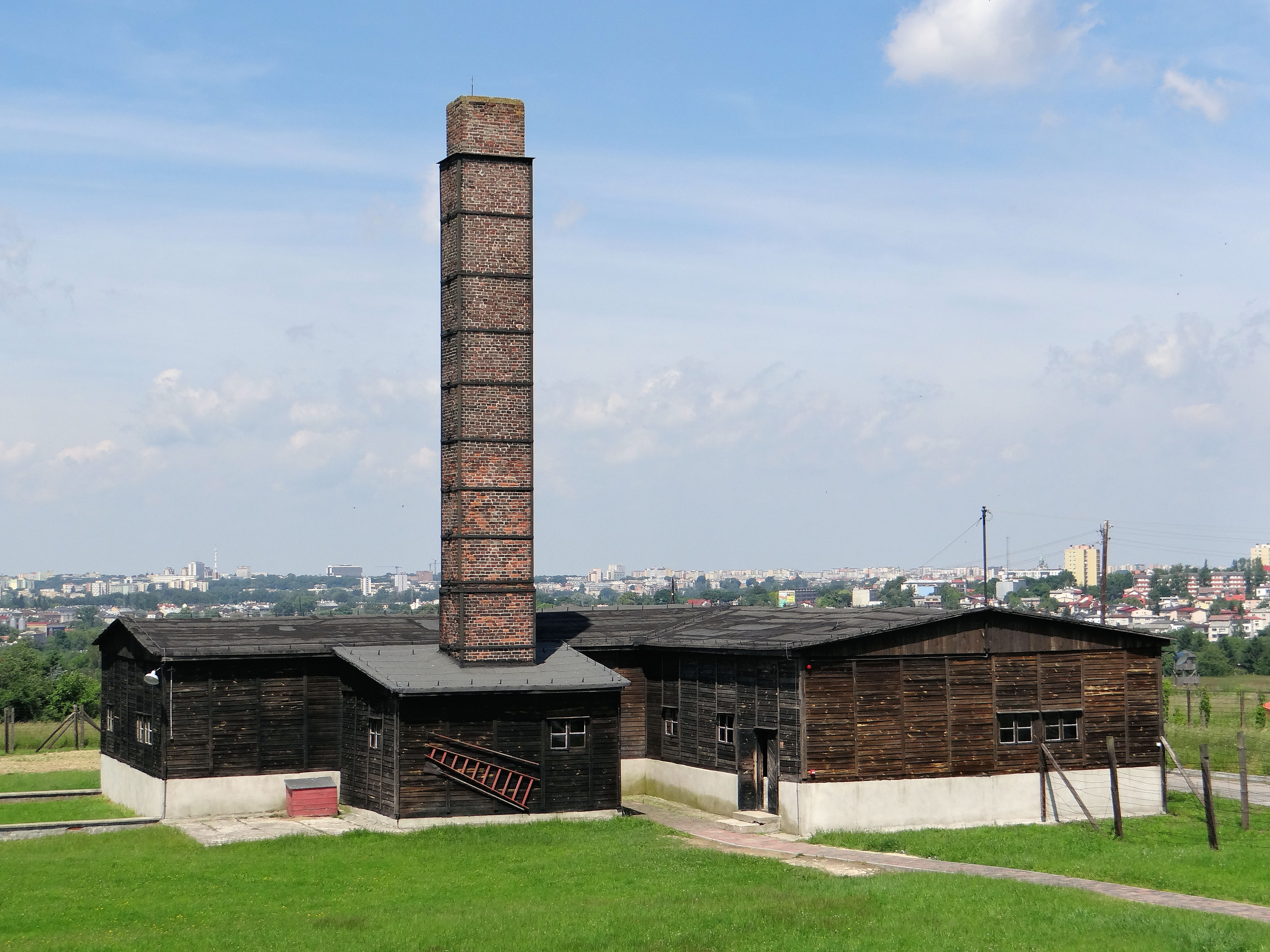
Cámara de gas del Campo de concentración de Majdanek.

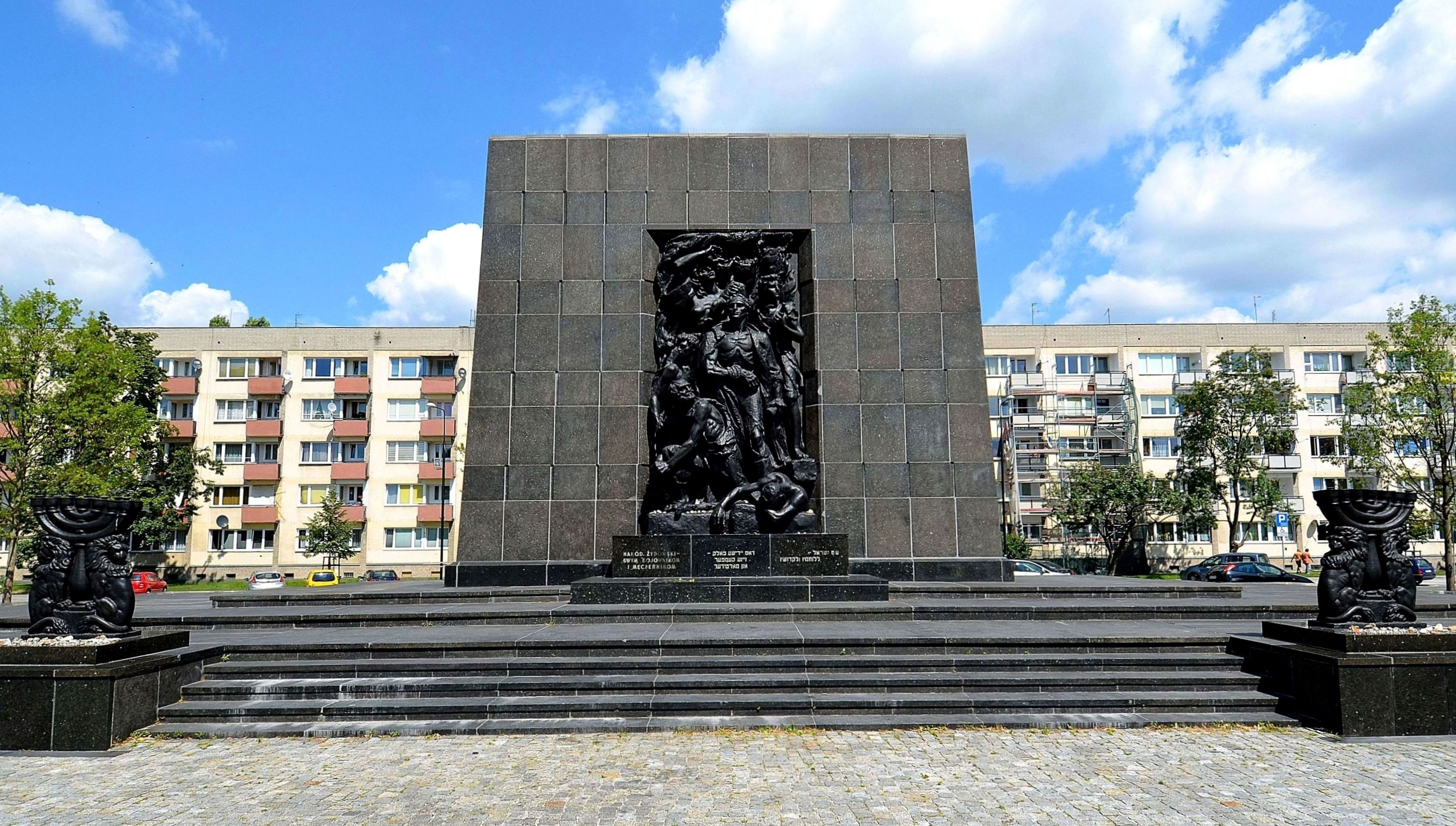
Monumento a los Héroes de Varsovia, donde inicia el tour.

- El tour se da inicio en el Monumento a los Héroes del Gueto de la ciudad de Varsovia, que se honra a los judíos que lucharon por sobrevivir en el régimen nazi.
- La siguiente parada son secciones mejor conservadas del Gueto de Varsovia desde noviembre de 1940 hasta noviembre de 1942.
- Luego, el grupo de turistas comparten un momento divertido en el Monumento al Alzamiento de Varsovia en la Plaza Krasiński, que conmemora a los soldados del ejército polaco interior clandestino y a las víctimas civiles contra los alemanes en septiembre de 1944. Alli, Benji simula escenas de la Segunda Guerra Mundial para que todos puedan tomarse fotos.
- Luego, los turistas conocen la ciudad Lublin, conocida también como la Oxford Judía. Allí también conocen la Puerta de Grodzka y un cementerio judío antiguo donde rinden homenaje en la lápida de Jacob Kopelman Levi.
- El último paradero del tour es el Campo de concentración de Majdanek, en dónde Benji se conmueve al reflexionar sobre las víctimas.

## Reparto

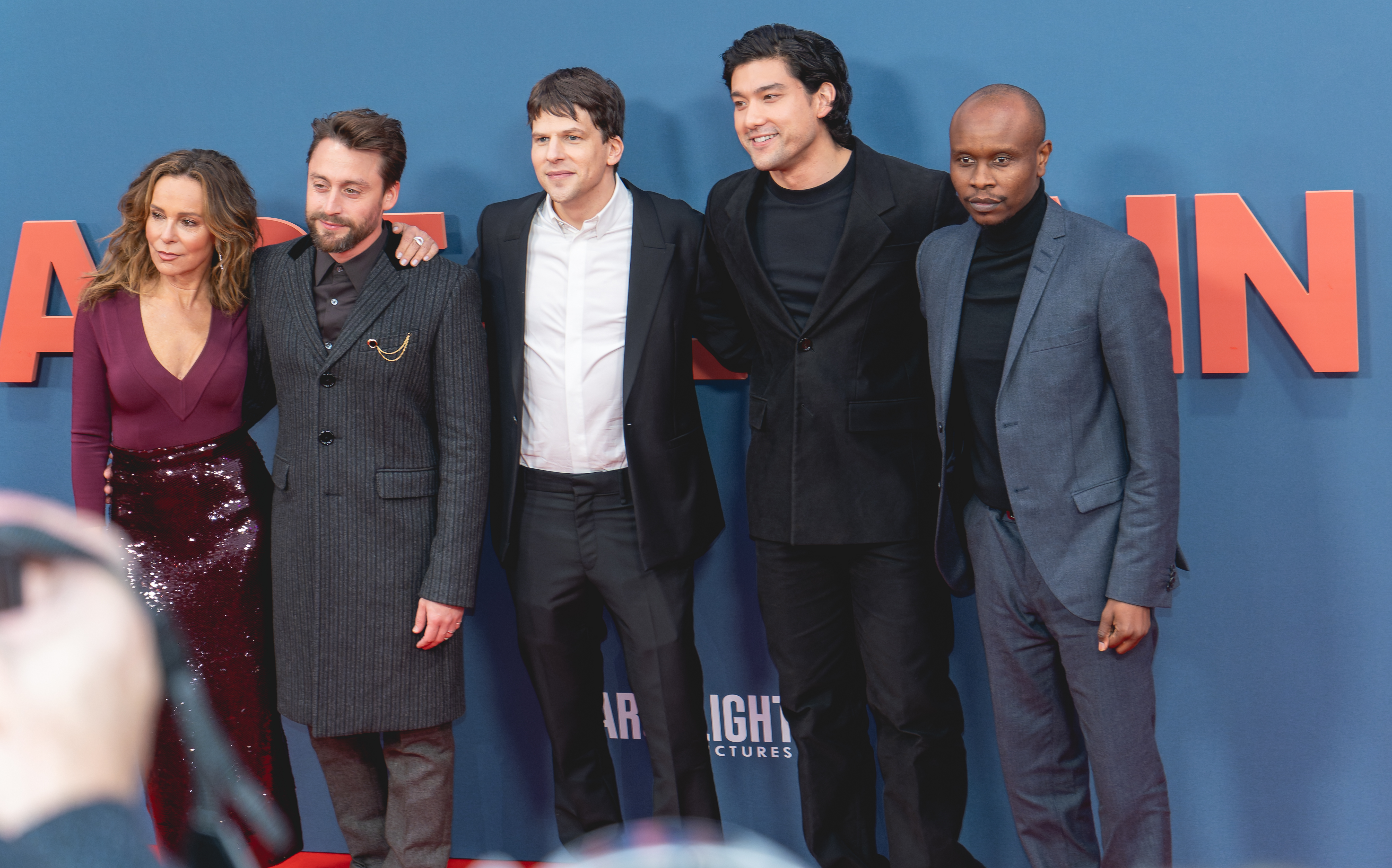
De izquierda a derecha; Jennifer Grey, Kieran Culkin, Jesse Eisenberg, Will Sharpe y Kurt Egyiawan durante el estreno de la película en Londres.

- Jesse Eisenberg como David Kaplan
- Kieran Culkin como Benji Kaplan
- Will Sharpe como James
- Jennifer Grey como Marcia
- Kurt Egyiawan como Eloge
- Liza Sadovy como Diane
- Daniel Oreskes como Mark
- Ellora Torchia como Priya[2]

## Producción

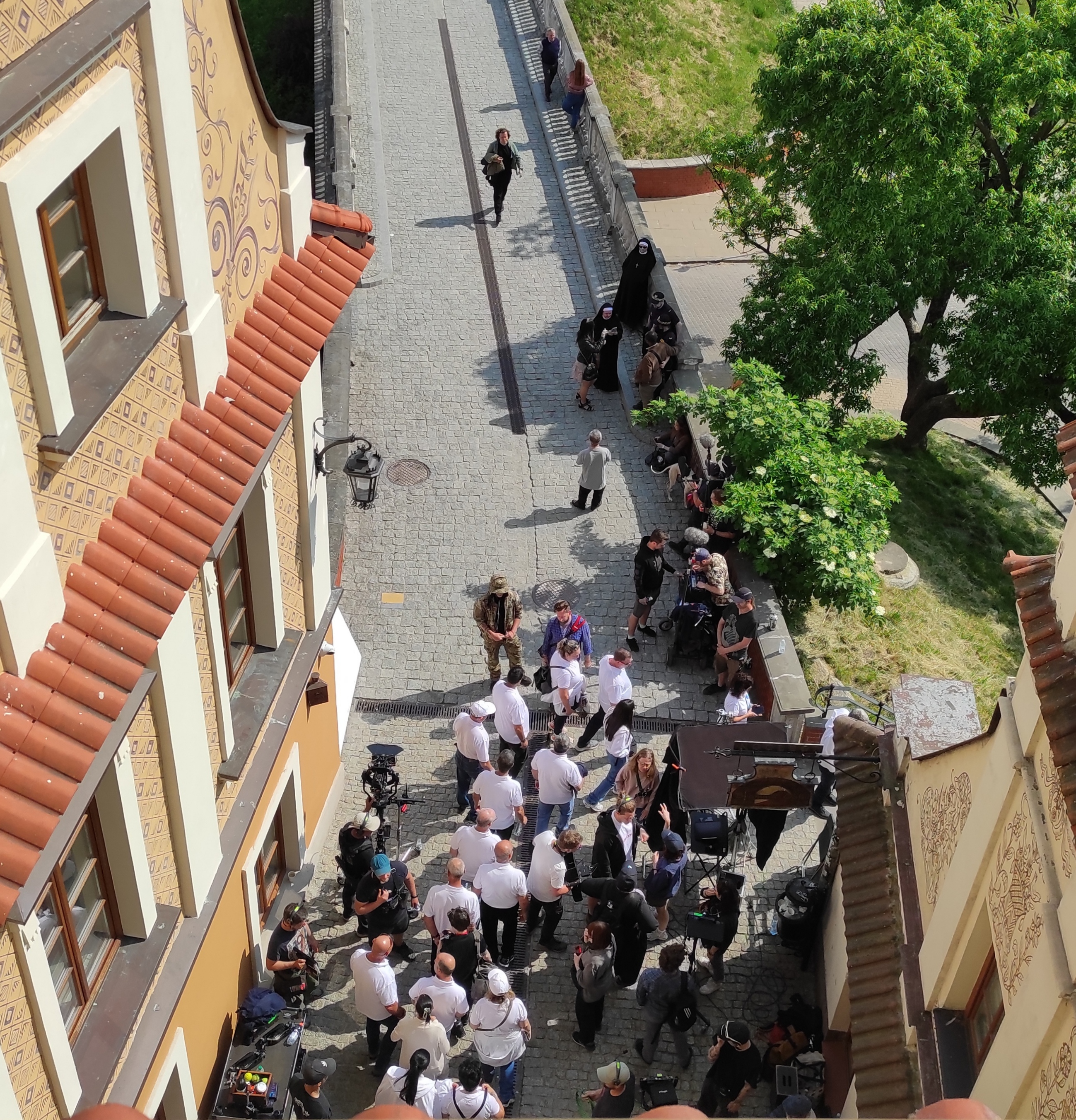
Rodaje de la película en Lublin

En agosto de 2022, se anunció que Jesse Eisenberg y Kieran Culkin protagonizarían la película, con Eisenberg dirigiendo a partir de un guion que escribió, con Emma Stone y Dave McCary como productores. Marca el segundo largometraje de Eisenberg como escritor / director, después de When You Finish Saving the World de 2022. 
Aparte de Home Alone (1990), que vio 17 veces, Eisenberg no estaba familiarizado con el trabajo de Culkin antes de desarrollar A Real Pain. Lo eligió porque su hermana pensó que Culkin era la persona adecuada para interpretar a Benji, y tenía una buena intuición sobre él basada en las pocas conversaciones que habían tenido previamente. Culkin, por otro lado, dudaba en saltar a otro proyecto "intenso" tan pronto después de terminar con su reciente éxito en la serie Succession.  Trató de retirarse de A Real Pain dos semanas antes de que comenzara el rodaje, citando su necesidad de no estar lejos de su familia como la razón principal, pero le terminó por encantarle el guion de Eisenberg. Al final, Stone lo hizo sentir culpable y lo hizo quedarse diciéndole que si se iba, toda la producción se desmoronaría.
La fotografía principal comenzó en mayo de 2023.

### Guion
Eisenberg proviene de un origen judío secular y tiene ascendencia polaca. Durante veinte años, ha luchado por responder a la pregunta de cómo podría conciliar sus "desafíos cotidianos modernos" con el trauma histórico de sus antepasados asquenazíes como víctimas y sobrevivientes del Holocausto Judío. Cuando comenzó a escribir A Real Pain en 2022, que inicialmente comenzó como un experimento mental, Eisenberg buscó colocar a dos primos modernos y desiguales que luchan con "diferentes grados de dolor", como la ansiedad y la depresión, en el contexto de los horrores de la Segunda Guerra Mundial. El escenario le permitió explorar esos temas de una manera "visualmente explícita" y hacer preguntas "implícitamente" de una manera que no se sintiera didáctica.

## Música
Su banda sonora está compuesta casi en su totalidad por piezas para piano escritas por el virtuoso polaco Frédéric Chopin e interpretadas por el pianista clásico israelí-canadiense Tzvi Erez. Entre las composiciones destacadas se encuentran baladas, estudios, nocturnos, preludios y valses de Chopin.

## Estreno
A Real Pain se estrenó en la Competencia Dramática de Estados Unidos en el Festival de Cine de Sundance el 20 de enero de 2024. Poco después, Searchlight Pictures adquirió los derechos mundiales de la película por 10 millones de dólares en una subasta que duró toda la noche. La película también tuvo su estreno europeo en el Festival de Cine de Zúrich, y se proyectó en el Festival del American Film Institute, el Festival de Cine de Londres,el Festival Internacional de Cine de Heartland, el Festival Internacional de Cine de La Roche-sur-Yon,el Festival Internacional de Cine de Mar del Plata, el Festival de Cine de Nueva Orleans, el Festival de Cine de Newport Beach, el Festival de Cine de Nueva York, el Festival de Cine de Telluride, el Festival Internacional de Cine de Valladolid,y el Festival de Cine Judío de Varsovia.
La película tuvo un estreno limitado en cines por Searchlight en los Estados Unidos el 1 de noviembre de 2024 y comenzó un estreno amplio el 15 de noviembre. Se estrenará en Reino Unido el 8 de enero de 2025. A Real Pain estaba prevista originalmente para estrenarse el 18 de octubre de 2024, pero posteriormente se retrasó dos semanas.

## Recepción

### Crítica
En el sitio web de recopilación de reseñas Rotten Tomatoes, el 96% de las 181 críticas de los críticos son positivas, con una calificación promedio de 8.3/10. El consenso del sitio web dice: "Liderada por una actuación que roba escenas de Kieran Culkin, A Real Pain es una comedia dramática poderosamente divertida y emocionalmente resonante que encuentra al escritor, director y protagonista Jesse Eisenberg jugando con sus puntos fuertes en ambos lados de la cámara". Metacritic, que utiliza un promedio ponderado, le asignó a la película una puntuación de 85 sobre 100, basada en 49 críticos, lo que indica "aclamación universal".
Damon Wise de Deadline Hollywood elogió a Culkin por su actuación, calificándola de "lo mejor de su carrera".

### Premios y nominaciones
| Premio                                            | Fecha                   | Categoría                                         | Nominado/a      | Resultado  | Ref.          |
| ------------------------------------------------- | ----------------------- | ------------------------------------------------- | --------------- | ---------- | ------------- |
| American Cinema Editors Awards                    | 18 de enero de 2025     | Mejor película editada (Comedia)                  | Robert Nassau   | Pendiente  | [ 30 ]        |
| American Film Institute                           | 5 de diciembre de 2024  | Top 10 Películas del Año                          | A Real Pain     | Ganadora   | [ 32 ]        |
| Astra Film Awards                                 | 8 de diciembre de 2024  | Mejor Película                                    | A Real Pain     | Nominada   | [ 33 ]        |
| Astra Film Awards                                 | 8 de diciembre de 2024  | Mejor Comedia o Musical                           | A Real Pain     | Nominada   | [ 33 ]        |
| Astra Film Awards                                 | 8 de diciembre de 2024  | Mejor Actor                                       | Jesse Eisenberg | Nominado   | [ 33 ]        |
| Astra Film Awards                                 | 8 de diciembre de 2024  | Mejor Guion Original                              | Jesse Eisenberg | Ganador    | [ 33 ]        |
| Astra Film Awards                                 | 8 de diciembre de 2024  | Mejor Actor de Reparto                            | Kieran Culkin   | Ganador    | [ 33 ]        |
| Atlanta Film Critics Circle                       | 9 de diciembre de 2024  | Mejor Actor de Reparto                            | Kieran Culkin   | Ganador    | [ 34 ]        |
| Chicago Film Critics Association                  | 11 de diciembre de 2024 | Mejor Actor de Reparto                            | Kieran Culkin   | Ganador    | [ 35 ] [ 36 ] |
| Chicago Film Critics Association                  | 11 de diciembre de 2024 | Mejor Guion Original                              | Jesse Eisenberg | Ganador    | [ 35 ] [ 36 ] |
| Premios Globo de Oro                              | 5 de enero de 2025      | Mejor Película – Comedia o musical                | A Real Pain     | Nominado   | [ 37 ]        |
| Premios Globo de Oro                              | 5 de enero de 2025      | Mejor Actor – Comedia o Musical                   | Jesse Eisenberg | Nominado   | [ 37 ]        |
| Premios Globo de Oro                              | 5 de enero de 2025      | Mejor Guion                                       | Jesse Eisenberg | Nominado   | [ 37 ]        |
| Premios Globo de Oro                              | 5 de enero de 2025      | Mejor Actor de Reparto                            | Kieran Culkin   | Ganador    | [ 37 ]        |
| Gotham Awards                                     | 2 de diciembre de 2024  | Interpretación de Reparto                         | Kieran Culkin   | Nominado   | [ 38 ]        |
| Heartland International Film Festival             | 21 de octubre de 2024   | Premio de Humor & Humanitario                     | A Real Pain     | Ganadora   | [ 39 ]        |
| Independent Spirit Awards                         | 22 de febrero de 2025   | Mejor Interpretación de Reparto                   | Kieran Culkin   | Pendiente  | [ 40 ]        |
| Independent Spirit Awards                         | 22 de febrero de 2025   | Mejor Guion                                       | Jesse Eisenberg | Pendiente  | [ 40 ]        |
| Indiana Film Journalists Association              | 16 de diciembre de 2024 | Mejor Película                                    | A Real Pain     | Finalista  | [ 41 ]        |
| Indiana Film Journalists Association              | 16 de diciembre de 2024 | Mejor Director                                    | Jesse Eisenberg | Nominado   | [ 41 ]        |
| Indiana Film Journalists Association              | 16 de diciembre de 2024 | Mejor Interpretación Principal                    | Jesse Eisenberg | Nominado   | [ 41 ]        |
| Indiana Film Journalists Association              | 16 de diciembre de 2024 | Mejor Guion Original                              | Jesse Eisenberg | Nominado   | [ 41 ]        |
| Indiana Film Journalists Association              | 16 de diciembre de 2024 | Mejor Interpretación de Reparto                   | Kieran Culkin   | Nominado   | [ 41 ]        |
| Indiana Film Journalists Association              | 16 de diciembre de 2024 | Mejor Reparto                                     | -               | Nominados  | [ 41 ]        |
| IndieWire Critics Poll                            | 16 de diciembre de 2024 | Mejor Guion                                       | Jesse Eisenberg | Subcampeón | [ 42 ]        |
| Iowa Film Critics Association Awards              | 16 de diciembre de 2024 | Mejor Actor de Reparto                            | Kieran Culkin   | Ganador    | [ 43 ]        |
| Kansas City Film Critics Circle Awards            | 4 de enero de 2025      | Mejor Película                                    | A Real Pain     | Pendiente  | [ 44 ]        |
| Kansas City Film Critics Circle Awards            | 4 de enero de 2025      | Mejor Actor de Reparto                            | Kieran Culkin   | Pendiente  | [ 44 ]        |
| Kansas City Film Critics Circle Awards            | 4 de enero de 2025      | Mejor Guion Original                              | Jesse Eisenberg | Pendiente  | [ 44 ]        |
| La Roche-sur-Yon International Film Festival      | 20 de octubre de 2024   | Grand Prix du Jury – Compétition internationale   | A Real Pain     | Nominada   | [ 45 ]        |
| La Roche-sur-Yon International Film Festival      | 20 de octubre de 2024   | Prix spécial du jury – Compétition internationale | A Real Pain     | Ganadora   | [ 45 ]        |
| Las Vegas Film Critics Society Awards             | 13 de diciembre de 2024 | Mejor Actor de Reparto                            | Kieran Culkin   | Nominado   | [ 46 ] [ 47 ] |
| Las Vegas Film Critics Society Awards             | 13 de diciembre de 2024 | Mejor Guion – Original                            | Jesse Eisenberg | Nominado   | [ 46 ] [ 47 ] |
| Las Vegas Film Critics Society Awards             | 13 de diciembre de 2024 | Breakout Filmmaker of the Year                    | Jesse Eisenberg | Nominado   | [ 46 ] [ 47 ] |
| London Film Critics' Circle Awards                | 2 de febrero de 2025    | Actor de Reparto del año                          | Kieran Culkin   | Pendiente  | [ 48 ]        |
| London Film Critics' Circle Awards                | 2 de febrero de 2025    | Guionista del año                                 | Jesse Eisenberg | Pendiente  | [ 48 ]        |
| Los Angeles Film Critics Association Awards       | 8 de diciembre de 2024  | Mejor Guion                                       | Jesse Eisenberg | Ganador    | [ 49 ]        |
| Los Angeles Film Critics Association Awards       | 8 de diciembre de 2024  | Mejor Interpretación de Reparto                   | Kieran Culkin   | Ganador    | [ 49 ]        |
| Festival de Cine de Mar del Plata                 | 1 de diciembre de 2024  | Mejor Película International                      | Jesse Eisenberg | Nominado   | [ 51 ]        |
| Michigan Movie Critics Guild Awards               | 9 de diciembre de 2024  | Mejor Actor de Reparto                            | Kieran Culkin   | Nominado   | [ 52 ]        |
| Minnesota Film Critics Association Awards         | 10 de enero de 2024     | Mejor Actor de Reparto                            | Kieran Culkin   | Pendiente  | [ 53 ]        |
| Minnesota Film Critics Association Awards         | 10 de enero de 2024     | Mejor Guion Original                              | Jesse Eisenberg | Pendiente  | [ 53 ]        |
| Music City Film Critics Association Awards        | 10 de enero de 2024     | Mejor Guion                                       | Jesse Eisenberg | Pendiente  | [ 54 ]        |
| Music City Film Critics Association Awards        | 10 de enero de 2024     | Mejor Actor de Reparto                            | Kieran Culkin   | Pendiente  | [ 54 ]        |
| National Board of Review                          | 4 de diciembre de 2024  | Top 10 Películas                                  | A Real Pain     | Ganadora   | [ 55 ]        |
| National Board of Review                          | 4 de diciembre de 2024  | Mejor Actor de Reparto                            | Kieran Culkin   | Ganador    | [ 55 ]        |
| National Society of Film Critics Awards           | 4 de enero de 2024      | Mejor Actor de Reparto                            | Kieran Culkin   | Ganador    | [ 56 ]        |
| National Society of Film Critics Awards           | 4 de enero de 2024      | Mejor Guion                                       | Jesse Eisenberg | Ganador    | [ 56 ]        |
| New Orleans Film Festival                         | 22 de octubre de 2024   | Grand Jury Award – Narrative Feature              | A Real Pain     | Nominado   | [ 57 ] [ 58 ] |
| Newport Beach Film Festival                       | 31 de octubre de 2024   | Premio de audiencia – Mejor Comedia               | A Real Pain     | Ganadora   | [ 59 ]        |
| Newport Beach Film Festival                       | 31 de octubre de 2024   | Interpretación – Masculino                        | Kieran Culkin   | Ganador    | [ 59 ]        |
| New York Film Critics Circle Awards               | 3 de diciembre de 2024  | Mejor Actor de Reparto                            | Kieran Culkin   | Ganador    | [ 60 ]        |
| New York Film Critics Online Award                | 16 de diciembre de 2024 | Mejor Actor de Reparto                            | Kieran Culkin   | Nominado   | [ 61 ] [ 62 ] |
| New York Film Critics Online Award                | 16 de diciembre de 2024 | Mejor Guion                                       | Jesse Eisenberg | Nominado   | [ 61 ] [ 62 ] |
| North Carolina Film Critics Association Awards    | 3 de enero de 2025      | Mejor Actor de Reparto                            | Kieran Culkin   | Ganador    | [ 63 ] [ 64 ] |
| North Texas Film Critics Association Awards       | 30 de diciembre de 2024 | Mejor Actor de Reparto                            | Kieran Culkin   | Ganador    | [ 65 ] [ 66 ] |
| North Texas Film Critics Association Awards       | 30 de diciembre de 2024 | Mejor Guion                                       | Jesse Eisenberg | Nominado   | [ 65 ] [ 66 ] |
| Online Association of Female Film Critics Awards  | 23 de diciembre de 2024 | Mejor Guion Original                              | Jesse Eisenberg | Ganador    | [ 67 ] [ 68 ] |
| Online Association of Female Film Critics Awards  | 23 de diciembre de 2024 | Mejor Actor de Reparto                            | Kieran Culkin   | Ganador    | [ 67 ] [ 68 ] |
| Palm Springs International Film Festival          | 3 de enero de 2025      | Premio de Interpretación                          | Kieran Culkin   | Honrado    | [ 69 ]        |
| Philadelphia Film Critics Circle Awards           | 21 de diciembre d3 2024 | Mejor Actor de Reparto                            | Kieran Culkin   | Ganador    | [ 70 ]        |
| Phoenix Critics Circle Awards                     | 12 de diciembre de 2024 | Mejor Actor de Reparto                            | Kieran Culkin   | Ganador    | [ 71 ] [ 72 ] |
| Phoenix Critics Circle Awards                     | 12 de diciembre de 2024 | Mejor Guion                                       | Jesse Eisenberg | Ganador    | [ 71 ] [ 72 ] |
| Phoenix Film Critics Society Awards               | 16 de diciembre de 2024 | Mejor Actor de Reparto                            | Kieran Culkin   | Ganador    | [ 73 ]        |
| SCAD Savannah Film Festival                       | 28 de octubre de 2024   | Premio Virtuoso                                   | Kieran Culkin   | Honrado    | [ 74 ]        |
| Santa Barbara International Film Festival         | 15 de febrero de 2025   | Premio Virtuoso                                   | Kieran Culkin   | Honrado    | [ 75 ]        |
| San Diego Film Critics Society Awards             | 9 de diciembre de 2024  | Mejor Actor de Reparto                            | Kieran Culkin   | Ganador    | [ 76 ]        |
| San Diego Film Critics Society Awards             | 9 de diciembre de 2024  | Mejor Guion Original                              | Jesse Eisenberg | Nominado   | [ 76 ]        |
| San Francisco Bay Area Film Critics Circle Awards | 16 de diciembre de 2024 | Mejor Guion Original                              | Jesse Eisenberg | Nominado   | [ 77 ] [ 78 ] |
| San Francisco Bay Area Film Critics Circle Awards | 16 de diciembre de 2024 | Mejor Actor de Reparto                            | Kieran Culkin   | Nominado   | [ 77 ] [ 78 ] |
| Satellite Awards                                  | 26 de enero de 2025     | Mejor Película de Comedia o Musical               | A Real Pain     | Pendiente  | [ 79 ]        |
| Satellite Awards                                  | 26 de enero de 2025     | Mejor Actor de Comedia o Musical                  | Jesse Eisenberg | Pendiente  | [ 79 ]        |
| Satellite Awards                                  | 26 de enero de 2025     | Mejor Guion Original                              | Jesse Eisenberg | Pendiente  | [ 79 ]        |
| Satellite Awards                                  | 26 de enero de 2025     | Mejor Actor de Reparto                            | Kieran Culkin   | Pendiente  | [ 79 ]        |
| British Academy of Film and Television Arts       | 16 de febrero de 2025   | Mejor actor de Reparto                            | Kieran Culkin   | Ganador    | [ 80 ]        |
| British Academy of Film and Television Arts       | 16 de febrero de 2025   | Mejor guion original                              | Jesse Eisenberg | Ganador    | [ 80 ]        |
| Screen Actors Guild Awards                        | 23 de febrero de 2025   | Mejor actor en un papel secundario                | Kieran Culkin   | Ganador    | [ 81 ]        |
| Premios Óscar                                     | 2 de marzo de 2025      | Mejor Actor de Reparto                            | Kieran Culkin   | Ganador    |               |
| Premios Óscar                                     | 2 de marzo de 2025      | Mejor Guion Original                              | Jesse Eisenberg | Nominado   |               |